# К-419 «Кузбасс»
К-419 «Кузбасс» — российская многоцелевая атомная подводная лодка проекта 971 «Щука-Б», входит в состав 10-й дивизии подводных лодок Тихоокеанского флота России.

## Постройка
20 февраля 1989 года официально зачислена в списки кораблей ВМФ. 14 апреля 1989 года сформирован экипаж. 28 июля 1991 года состоялась закладка как большой атомной подводной лодки на судостроительном заводе им. Ленинского комсомола в городе Комсомольск-на-Амуре.
28 апреля 1992 года лодка переклассифицирована в атомную крейсерскую подводную лодку. 30 апреля 1992 года выведена из эллинга в спусковой док. 18 мая 1992 года лодка была спущена на воду и начата программа швартовых и государственных испытаний. 5 февраля 1993 года вошла в состав 45-й ДиПЛ 2-й ФлПЛ Тихоокеанского флота.
16 июля 1992 года лодка прибыла на достроечную базу завода ЗСО «Восток» в Большой Камень Приморского края. 31 декабря 1992 года был подписан приемный акт.

## Служба
30 января 1993 года поднят Андреевский флаг. 10 июля лодка под командованием капитана 1-го ранга Апполонова А. А. с походным штабом на борту, прибыла в пункт постоянного базирования в бухту Крашенинникова на Камчатке. 11 августа с ПЛАК выполнены первые практические стрельбы на «отлично». 13 апреля 1993 года лодка получила название «Морж».
В октябре — декабре 1995 года выполнены задачи первой боевой службы у западных берегов США в жесткой системе противолодочной борьбы со стороны ПЛС США.
В мае — июле 1996 года выполнены задачи второй боевой службы.
В июле — августе 1997 года выполнены задачи третьей боевой службы.
27 февраля 1998 года приказом ГК ВМФ от 29 января 1998 года присвоено наименование «Кузбасс», после чего были успешно выполнены задачи боевого патрулирования.
1 мая 1998 года, после расформирования 45-й ДиПЛ, К-419 «Кузбасс» перечислена в состав 10-й ДиПЛ 2-й ФлПЛ. С июля по август — успешное решение задач БП, в том числе было выполнено обнаружение и слежение за иностранной ПЛАК. 1 сентября 1998 года К-419 перечислена в состав 16-й ОпЭскПЛ КТОФ.
В 2001 году лодка прошла ремонт на ФГУП «СВРЦ» в бухте Сельдевая.
1 июня 2003 года К-419 «Кузбасс» перечислена в состав 16-й ЭскПЛ КТОФ, далее до 2005 года использовалась для отработки задач боевой подготовки 78-м экипажем, 622-м экипажем и экипажем гвардейской К-295 «Самара».
В 2007 году К-419 «Кузбасс» участвовала в обеспечении ходовых испытаний К-152 «Нерпа».
В июле 2008 года лодка приняла участие в Военно-морском параде КТОФ в Амурском заливе посвященному Дню ВМФ. А с сентября по декабрь прошла аварийный ремонт в городе Большой Камень.
С 2009 года АПЛ К-419 «Кузбасс» проходила ремонт на ДВЗ «Звезда» в Большом Камне, который планировалось завершить к концу 2013 года. В январе 2010 года началась подготовка к загрузке ядерного топлива. Ремонт и модернизация продлились до декабря 2015 года. 18 декабря 2015 года Премьер-министру РФ Дмитрию Медведеву и Губернатору Приморского края Владимиру Миклушевскому продемонстрировали модернизированную лодку. 22 декабря 2015 года К-419 «Кузбасс» была готова к контрольному выходу в море с последующим переходом в основной пункт базирования до конца марта 2016 года. 19 марта 2016 года подводная лодка была сдана флоту после длительного ремонта.
В начале сентября 2017 года К-419 «Кузбасс» успешно выполнила комплекс торпедных стрельб из подводного положения по кораблям «условного противника», роль которых выполняли малые противолодочные корабли камчатской группировки Тихоокеанского флота.
По состоянию на сентябрь 2017 года К-419 «Кузбасс» входит в состав 10-й дивизии подводных лодок 16-й эскадры подводных лодок Тихоокеанского флота ВМФ России с базированием на Вилючинск (Бухта Крашенинникова).
В 2017 году по итогам первенства на переходящий приз Главнокомандующего Военно-Морским Флотом экипаж К-419 «Кузбасс» завоевал приз главкома ВМФ в личном первенстве экипажей всех флотов, а также получил первое место за выполнение торпедной атаки.

## Командиры
- 1989—1993 Голомидов Г. В.
- 1993—1994 Бовин В. С.
- 1994—2004 Захарченко С. Ф.
- 2004—2009 Барковский Д.
- 2009—2015 Плахов М. Г.
- 2015 — наст. вр. Дмитрий Синько

### Командиры других экипажей, выполнявшие учебно-боевые задачи
- 1996—1999 Головчанский И. О. (78-й экипаж)
- 2000—2002 Федотов С. В. (78-й экипаж)
- 2007—2008 Юзепчук Г. Г. (78-й экипаж)
- 2008—2014 Трегуб С. В. (78-й экипаж)
- 2014-2015 Темников Д.А (622 экипаж)
- 2015-2016 Строцкий Д.В. (622 экипаж)
- 2017-2018 Щепочкин А.В. (622 экипаж)